# Белое (Луганская область)
Бе́лое — посёлок в Лутугинском районе Луганской области Украины.

## Географическое положение
Расположен на реке под названием Белая.
Соседние населённые пункты: посёлки Юрьевка и Михайловка (выше по течению Белой) на западе, Шимшиновка на юго-западе, Камышеваха и Комсомолец на юге, Белореченский на юго-востоке, Сборное на востоке, сёла Весёлая Тарасовка и Гаевое (ниже по течению Белой) на северо-востоке, посёлок Родаково на севере.

## История
Посёлок основан в 1705 году. Разработка угольных месторождений началась в конце XIX столетия.
Село Белое Екатеринославской губернии Славяносербского уезда согласно метрической книге 1825 года (ГАЛО, Ф-62, опись 2, д. 11, стр. 18 Ревизская сказка 02.10.1825) принадлежало помещику полковнику Познанскому Егору Игнатьевичу.
В сентябре 1917 года селяне создали дружину красноармейцев. В 1918 году в селе был организован партизанский отряд, который пустил под откос немецкий эшелон на перегоне Родаково—Сборная.
В 1936 году рядом с селом Белое была построена Шахта имени XIX партсъезда КПСС (ранее «Сутоган») — современное крупное механизированное предприятие, среднесуточная добыча которого составляет 1900 тонн угля. Вокруг шахты образовался шахтерский посёлок, называемый в народе «Сутоган». Данный посёлок долгое время развивался практически отдельной административной единицей (были «свои» школа, поликлиника/роддом, кинотеатр, стадион, книжный магазин и библиотека). Село Белое получило статус посёлка городского типа в 1938 году благодаря резкому увеличению населения и наличию большого промышленного объекта — шахты. Название «Сутоган» — по первым буквам названия подрядчика строительства («Сулино-Таганрогское акционерное общество»). Причина объединения с селом Белое — неизвестна (видимо, под разделение Донецкой области на Сталинскую и Ворошиловградскую).
Во время Великой Отечественной войны на протяжении восьми месяцев через Белое проходила линия фронта и посёлок был практически полностью разрушен. В послевоенные годы Белое был полностью восстановлен, шахта «Сутоган» была отстроена в 1952 году.
В 1980-х годах шахта часто перевыполняла планы добычи, поэтому её название регулярно мелькало в республиканских ТВ-новостях. Народные гулянья (день Победы, день Шахтера, Масленица) конца 1980-х и начала 1990-х на площади возле клуба посёлка «Сутоган» надолго запомнились местным жителям: шахтное руководство не жалело финансов на впечатляющие фейерверки и прожекторные шоу. В эти дни также устраивались ярмарки, на которые съезжалось большое количество людей со всех окрестных сёл и посёлков. Развития эти мероприятия не получили.
Колхоз «Червоный жовтень» имеет 3200 га земли, в том числе 2300 га пахотной. Хозяйство молочно-зернового направления. Колхоз был трижды участником ВДНХ.
В январе 1989 года численность населения составляла 8385 человек.
В сентябре 2012 года Кабинет министров Украины утвердил решение о приватизации находившейся здесь шахты имени XIX съезда КПСС.
По состоянию на 1 января 2013 года численность населения составляла 6512 человек.
С весны 2014 года — под контролем Луганской Народной Республики.

## Инфраструктура
В посёлке расположена шахта, завод хозяйственных товаров, центральная усадьба колхоза «Червоный жовтень», 2 средних школы, 2 клуба, кинотеатр, 2 библиотеки, больница на 100 коек, 2 поликлиники.
В пределах посёлка есть 3 карьера (по добыче песчаника, мергеля, мела).

## Транспорт
Посёлок находится на 3 км к западу от железнодорожной станции Сборная (линии Родаково — Лихая), на трассе Луганск—Дебальцево.